# Métro de Kiev
Le métro de Kiev (en ukrainien : Київський метрополітен, Kyïvs'kyï metropoliten) est un réseau de transport en commun ferré de la capitale de l'Ukraine, Kiev. Desservant une grande partie du territoire de la capitale, ce métro de trois lignes s'étend sur 67,5 km et comprend 52 stations.
Le métro de Kiev est réputé notamment pour sa profondeur — plus de 100 m, un des plus profonds jamais construits —, sa grande efficacité ainsi que pour la magnificence de ses stations – la plupart des stations de métro de l'ex-URSS sont de véritables « palais souterrains ».

## Histoire
Inauguré le 6 novembre 1960, le métro de Kiev est le premier réseau de transport en commun rapide à être construit en Ukraine et le troisième en URSS, après ceux de Moscou et de Saint-Pétersbourg. Il compte à l'origine six stations, toutes situées sur la ligne 1 du métro.
Les discussions quant à la construction d'un réseau de transport ferré en tunnel à Kiev débutent toutefois aussi tôt qu'en 1884. Le conseil municipal de l'époque écarte toutefois cette proposition, qui revint néanmoins dans l'actualité périodiquement, en 1916 et en 1935 par exemple, où jamais le projet ne s'amorce.
Toutefois, une proposition faite peu avant la Seconde Guerre mondiale reçoit de l'intérêt, si bien que des travaux préparatoires débutent, avant d'être interrompus par le début de la guerre en 1941. Après la guerre, le gouvernement soviétique entreprit de construire le métro comme élément de son plan de reconstruction de la ville. Les travaux reprennent en 1949, mais font face à de nombreux retards, notamment dus aux contraintes géohydrologiques du sol de la ville. Les tunnels sont d'ailleurs souvent aux prises avec d'importantes inondations.

### Ligne rouge
En novembre 1960, la première partie de la première ligne est ouverte entre Vokzalna (station centrale) et Dnipro. La dernière station avec les plateformes latérales est située sur le pont au-dessus de l'autoroute le long de la rive du Dnipro. Après cette station, allant vers l'est, la ligne traverse le fleuve sur un métro-pont et continue en surface.

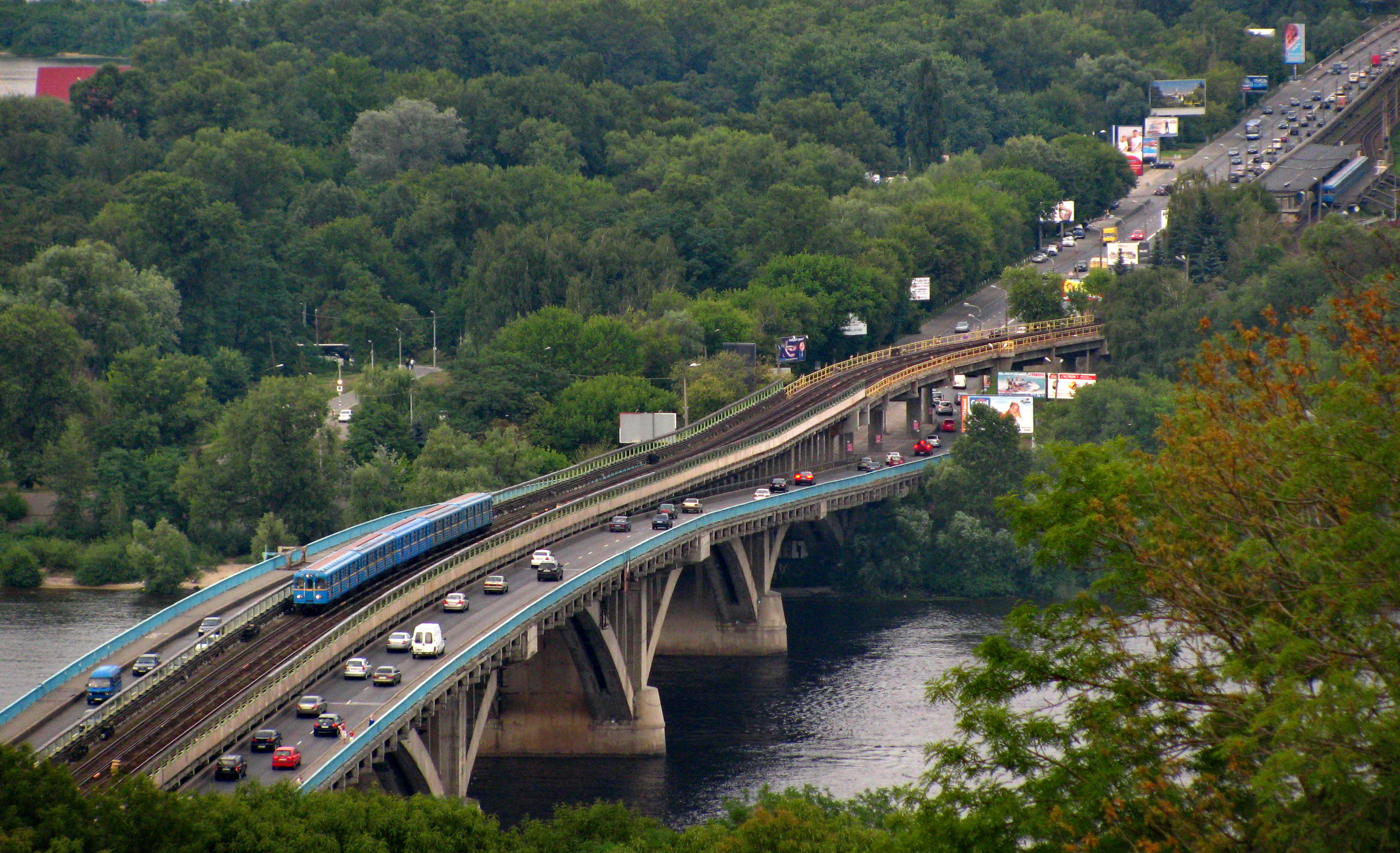
Pont du métro, en 2009.

La chronologie des mises en service de la ligne est la suivante :
- 6 novembre 1960 : Vokzalna – Dnipro, 5 stations, 5,2 km ;
- 5 novembre 1963 : Usine bolchevique (Chouliavska) – Vokzalna, 2 stations, 3,3 km ;
- 5 novembre 1965 : Dnipro – Darnytsya, 3 stations, 4,2 km ;
- 4 octobre 1968 : Darnytsya – Komsomolskaïa (Tchernihivska), 1 station, 1,3 km ;
- 5 novembre 1971 : Usine bolchevique (Chouliavska) – Sviatochino, 3 stations, 4,1 km ;
- 5 décembre 1979 : Komsomolskaïa (Tchernihivska) – Pionerskaïa (Lisova), 1 station, 1,2 km ;
- 6 novembre 1987 : Leninskaïa (Teatralna), 1 station, 0,1 km ;
- 24 mai 2003 : stations Jitomyrska et Akademgorodok mises en service, 3,3 km[4].

À l'avenir, il est prévu d'étendre la ligne dans la partie ouest jusqu'à une station au nord de la région de Novobelichi, mais pas avant 2020. À long terme, il est possible de prolonger la ligne est jusqu'à la ville de Brovary, la ligne justifiant alors pleinement son nom.

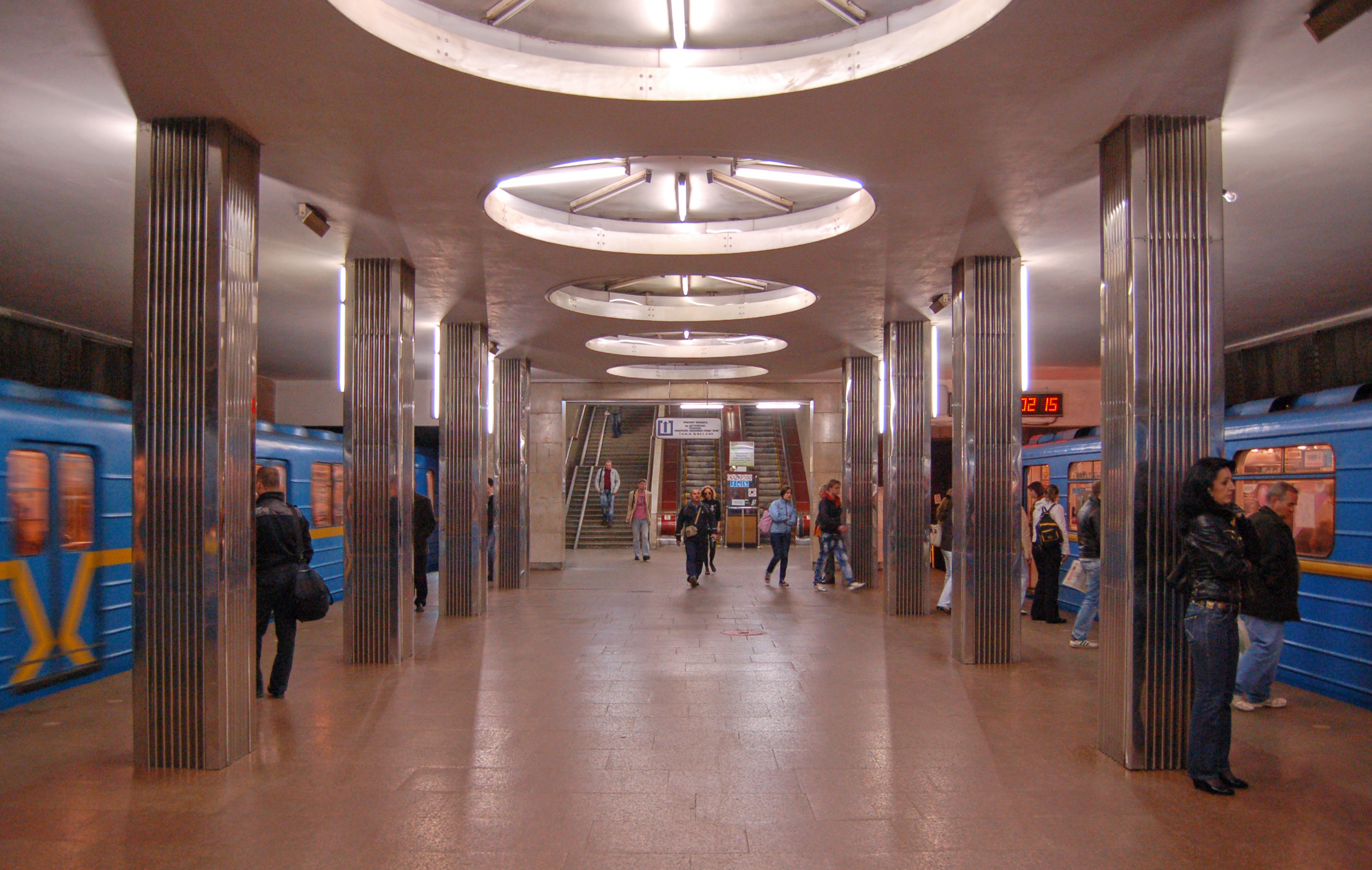
Quais de la station Beresteïska.

### Ligne bleue
La deuxième ligne a été ouverte en 1976 entre Ploscha Kalinina (ex Ploscha Jovtnevoï Revoliutsii, maintenant Maïdan Nezalejnosti, correspondance à la station de Khreschatyk) et Tchervona Plochtcha (maintenant Place des Contrats [Kontraktova Plochtcha]).
La chronologie des mises en service de la ligne est la suivante :
- 17 décembre 1976 : Place Kalinine (« Place de l'Indépendance ») – Place Rouge (« Place du Contrat »), 3 stations, 2,3 km ;
- 19 décembre 1980 : Place Rouge (Place Kontraktova) – Avenue Korneïtchouk (Obolon), 3 stations, 4,4 km;
- 19 décembre 1981 : Place de la révolution d'octobre (« Place de l'Indépendance ») – Stade républicain (« Olympique »), 2 stations, 1,7 km ;
- 6 novembre 1982 : Avenue Korneïtchouk (Obolon) – Héros du Dnipro, 2 stations, 2,3 km ;
- 30 décembre 1984 : Stade républicain (Olimpiïska) – Dzerjinska (Lybidska), 2 stations, 2,4 km ;
- 15 décembre 2010 : Lybidska – Vassilkivska, 3 stations, 3,8 km[6] ;
- 27 décembre 2011 : Vassilkivska – Parc des expositions, 1 station, 1,5 km ;
- 25 octobre 2012 : Centre d'exposition – Hippodrome, 1 station, 0,9 km ;
- 6 novembre 2013 : Hippodrome – Teremki, 1 station, 1,5 km[7].

### Ligne verte

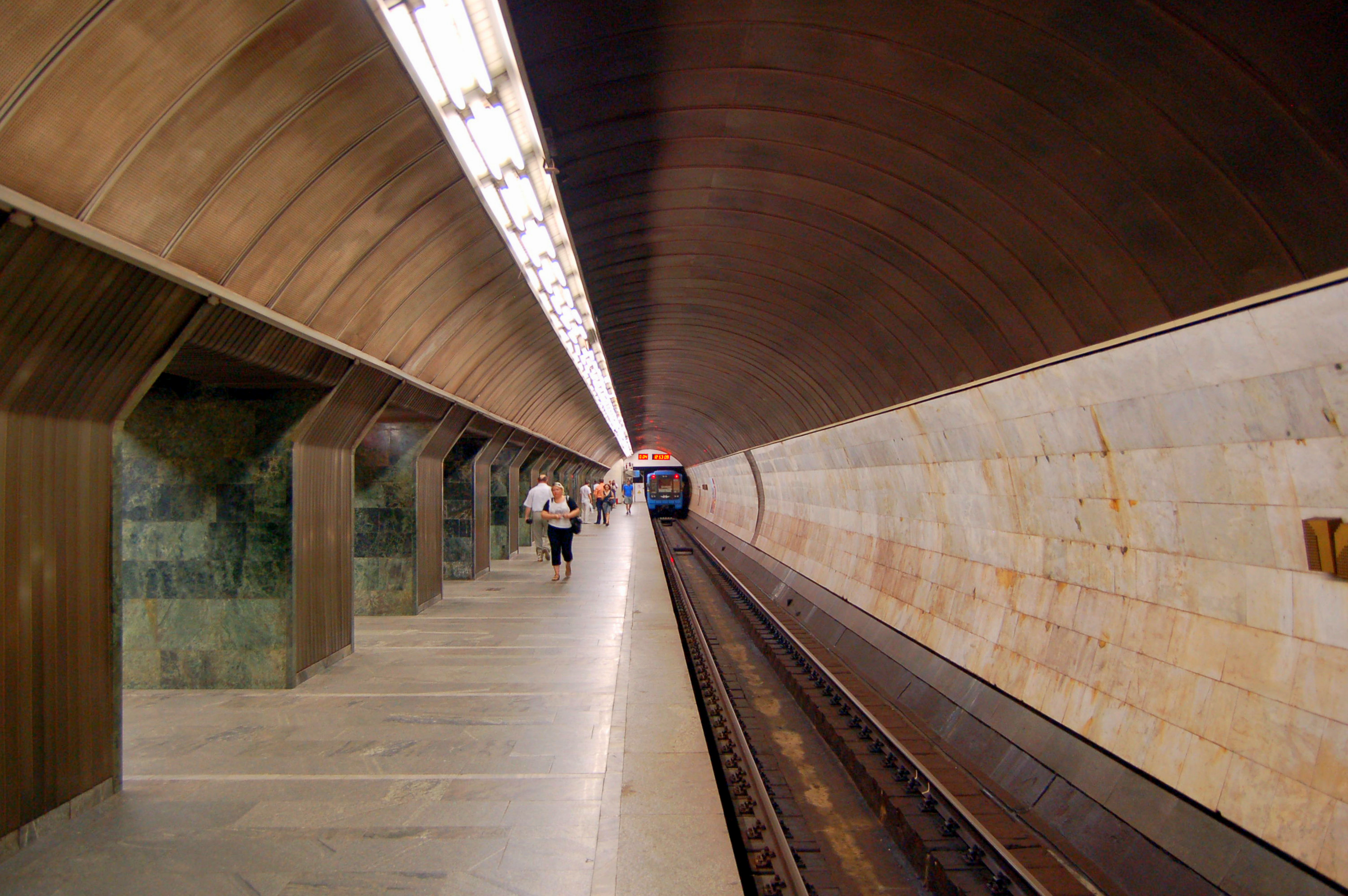
Quai de la station Palats Sportu.

La troisième ligne a également commencé au centre de la ville en 1989, cette ligne s'était développée vers le croisement du sud-est que le fleuve sur un pont à couvert dans un abri d'aluminium.
La chronologie des mises en service de la ligne est la suivante :
- 31 décembre 1989 : Porte dorée – Metchnikova (maintenant Klovska), 3 stations, 1,9 km ;
- 30 décembre 1991 : Metchnikova (Klovska)– Vydoubytchi, 2 stations, 4,4 km ;
- 30 décembre 1992 : Vydoubytchi – Ossokorki, 2 stations, 4,2 km[9] ;
- 28 décembre 1994 : Ossokorki – Kharkivska, 2 stations, 2,6 km ;
- 30 décembre 1996 : Porte dorée – Loukianivska 1 station, 3,1 km ;
- 27 décembre 1997 : Pecherska, 1 station, 0 km ;
- 30 mars 2000 : Loukianivska – Dorogojitchi, 1 station, 2,7 km ;
- 14 octobre 2004 : Dorogojitchi – Syrets, 1 station, 1,6 km ;
- 23 août 2005 : Kharkivska – Boryspilska, 1 station, 2,4 km ;
- 4 mars 2006 : Vyrlitsya, 1 station, 0 km ;
- 23 mai 2008 : Borispilska – Tchervoniy Khoutir, 1 station, 1,1 km.

## Réseau actuel

### Aperçu général
Le réseau compte 52 stations réparties sur 3 lignes qui se réunissent au centre de la ville. La longueur totale du réseau est de 67,5 km.
| Ligne | Nom                                                       | Parcours                 | Mise en service | Dernière extension | Longueur (en km) | Nombre de stations |
| ----- | --------------------------------------------------------- | ------------------------ | --------------- | ------------------ | ---------------- | ------------------ |
|       | Ligne Svyatochins'ko-Brovars'ka (Святошинсько-Броварська) | Akademmistechko ↔ Lisova | 1960            | 2003               | 22,7 km          | 18                 |
|       | Ligne Obolonsko-Teremkivska (Оболонсько-Теремківська)     | Heroiv Dnipra ↔ Teremky  | 1976            | 2013               | 21,0 km          | 18                 |
|       | Ligne Sirets'ko-Petchers'ka (Сирецько-Печерська)          | Syrets ↔ Chervony Khutir | 1989            | 2008               | 23,8 km          | 16                 |
|       |                                                           |                          |                 | Total :            | 67,5 km          | 52                 |

Les stations les plus anciennes au centre-ville ont été établies dans le modèle souterrain de palais. Le métro du Kiev intègre le métro léger (TLR) et le train électrique, mais l'usage requiert un paiement séparé.

### Implantation

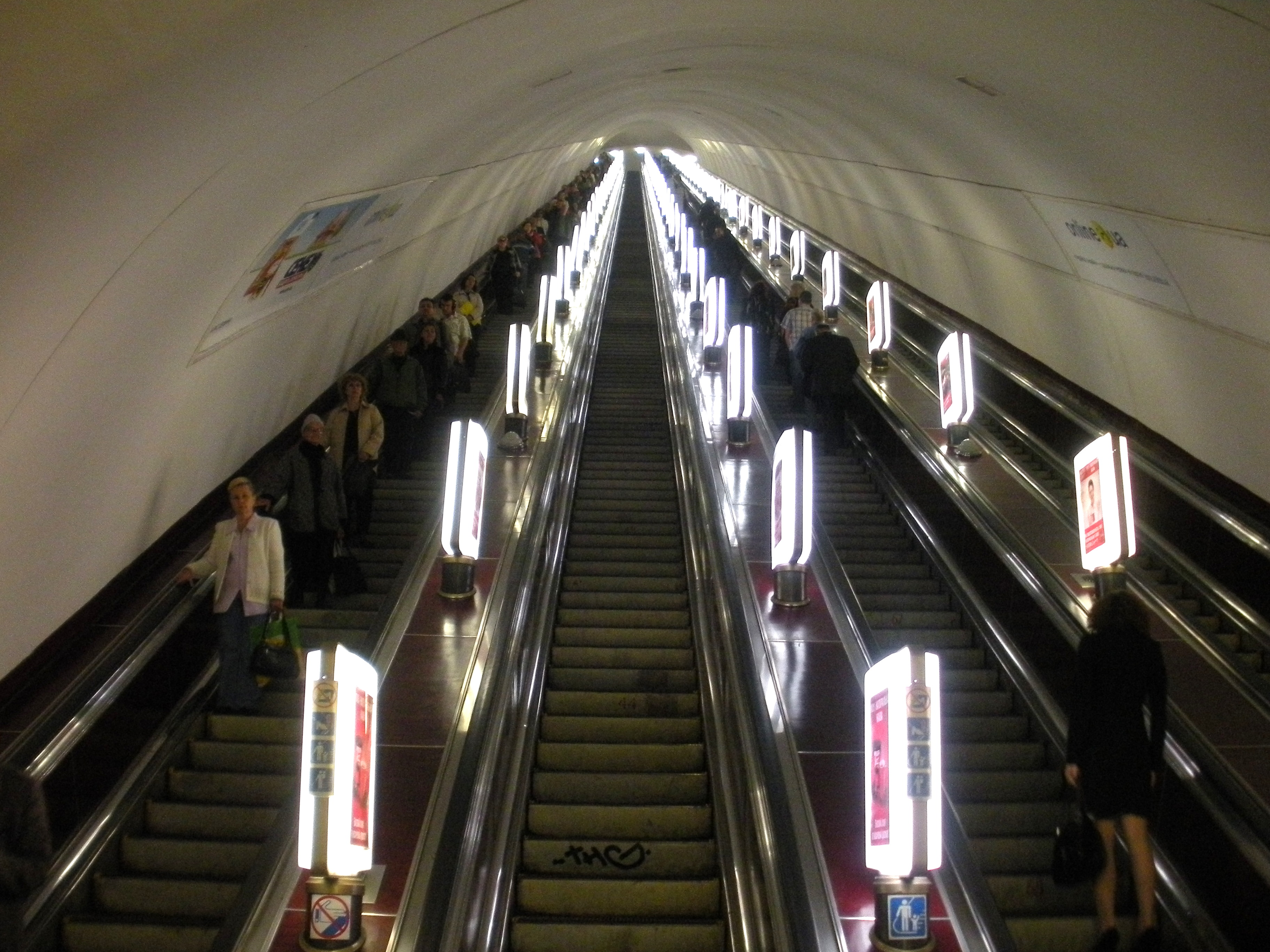
Escaliers mécaniques du métro.

Le réseau est entièrement souterrain sur la rive droite du Dnipro, mais il y a des exceptions. Ainsi, la ligne rouge - il existe le pont couvert entre les stations Beresteyska et Nyvky. La station Dnipro se situe sur le pont au-dessus de l'autoroute. Les stations depuis Dnipro jusqu'au terminus de la ligne sont situées en extérieur.
La ligne verte - le pont Pivdennyï possède une section ouverte.
La ligne bleue est entièrement souterraine.

### Ponts
Deux ponts métropolitains traversent le fleuve, un pont traverse une anabranche, deux ponts traversent le chemin de fer. Un pont est en construction.

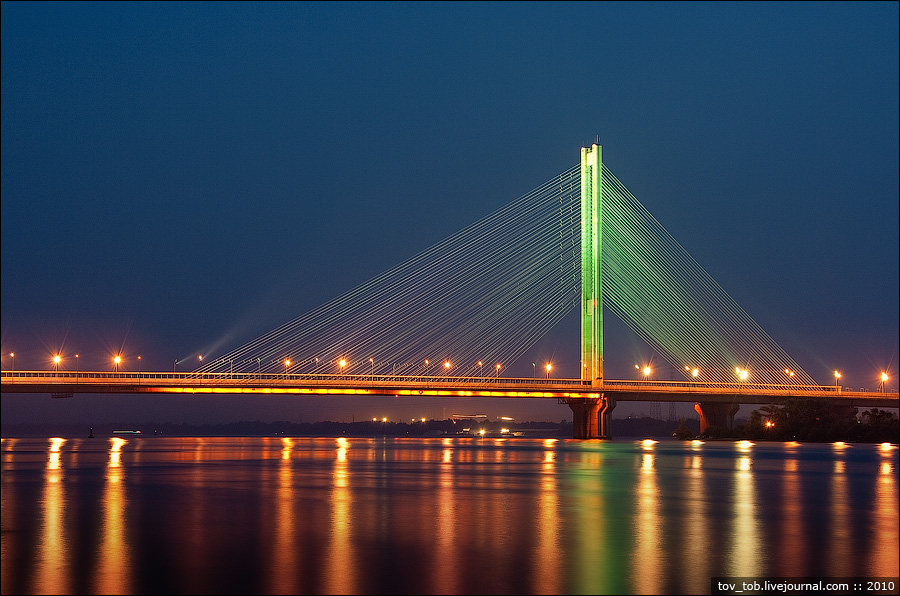
Le pont Pivdennyï.
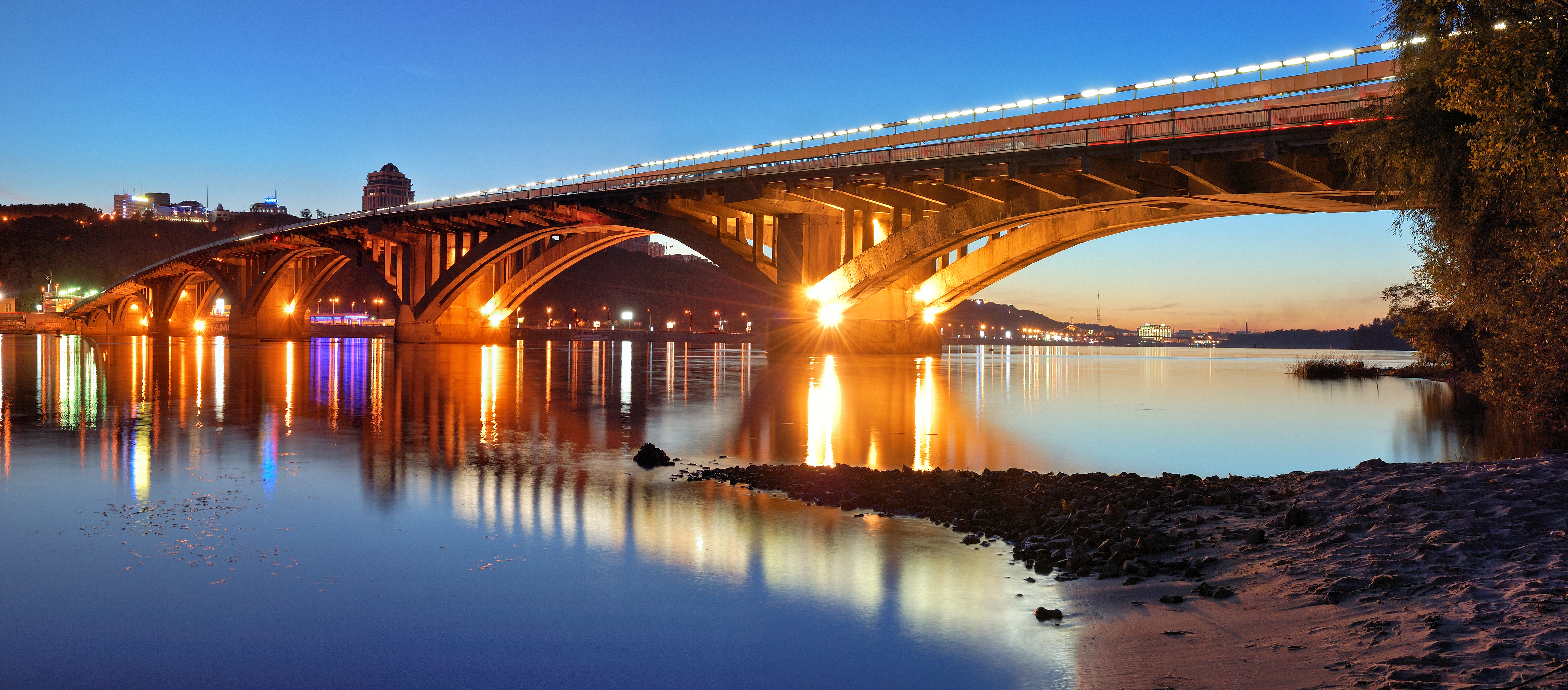
Le pont Métro.
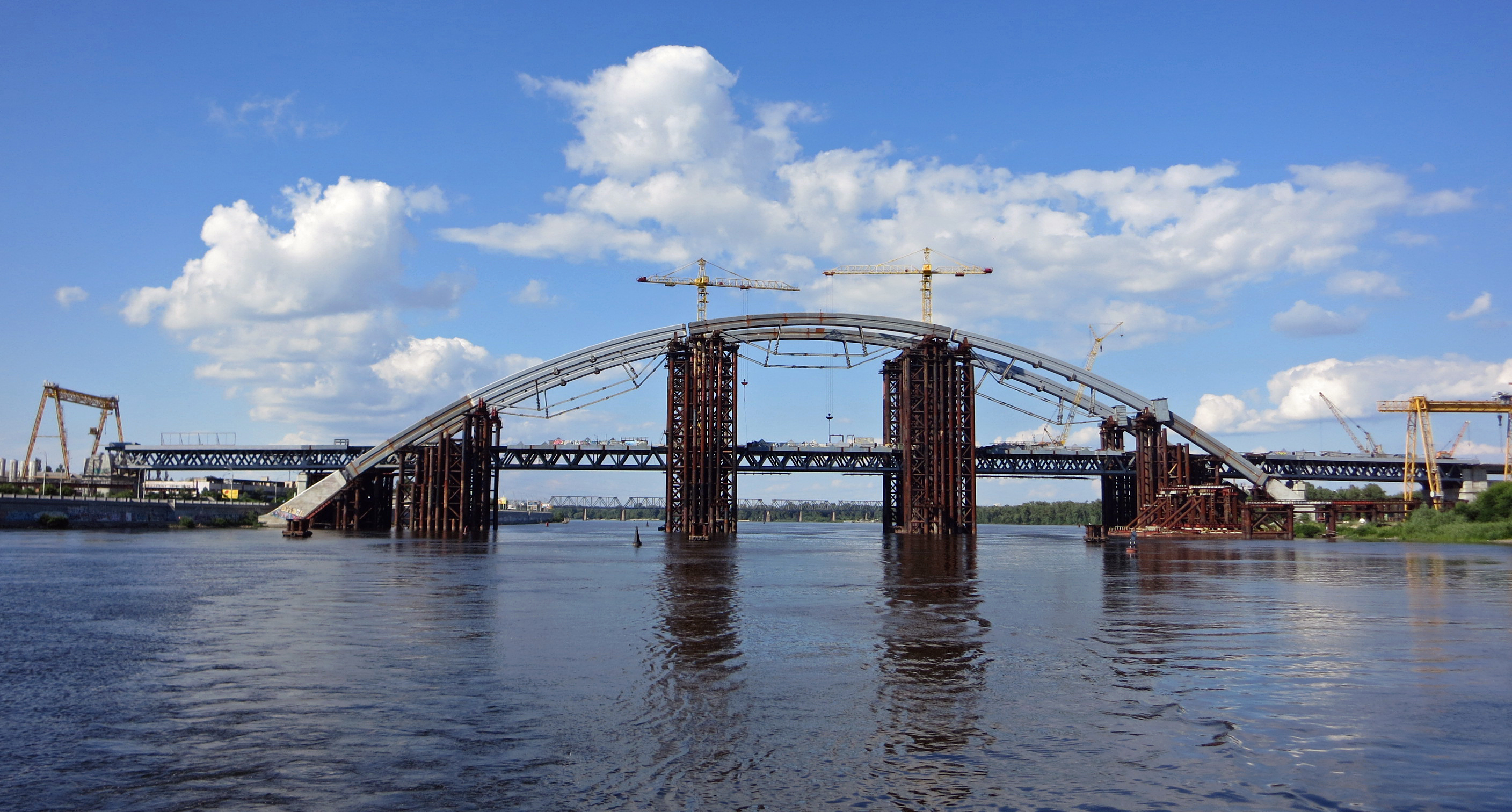
Le pont Podilskyï (en construction) en 2014.

## Caractéristiques techniques
Comme tous les métros d'origine soviétique, les véhicules du métro de Kiev sont alimentés en 825 V DC par un troisième rail. L'écartement des voies est de 1 524 mm.

## Matériel roulant

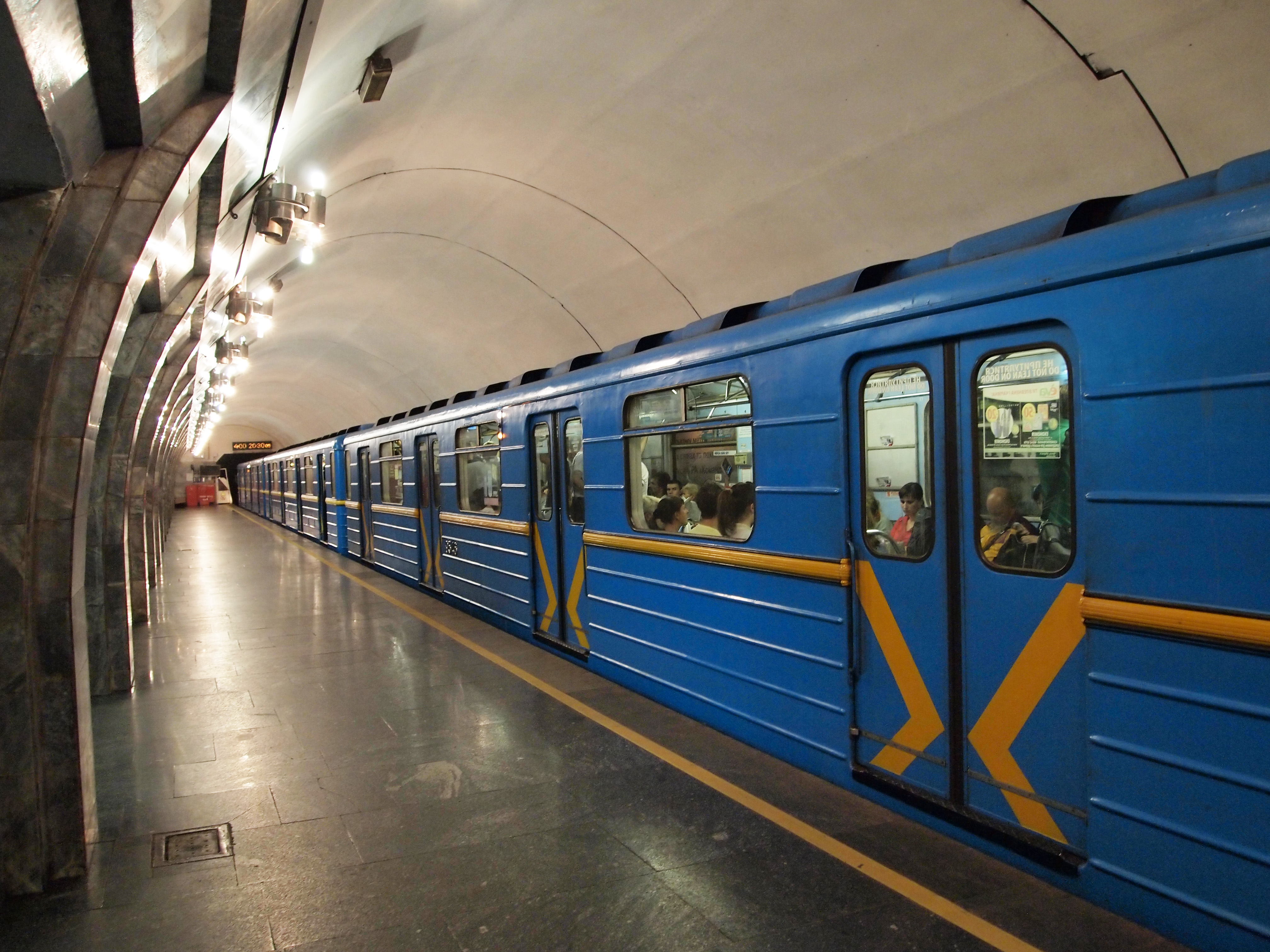
Une rame à la station Olimpiïska.

En 2016, le métro dispose de 824 véhicules pouvant être mis en service. La plupart des véhicules sont de l'ère soviétique, en grande partie de la série 81-717 / 714 et certains trains plus anciens des séries « D » et « E ». Cette flotte est en rénovation. Les trains « Slavutych » ont commencé à remplacer les anciens trains des séries à prédominance 81 / 7021-7022, 81-540.2К / 81-714.5М et 81-7080. Un programme de reconstruction des plus anciens véhicules est en cours de réalisation.
Tous les trains contiennent un système audio, qui annonce les stations et les correspondances. En outre, la plupart des trains anciens sont équipés d’un système d’information vidéo suspendu, qui fournit aux passagers des informations visuelles sur les stations, ainsi que sur les possibilités de correspondance. Lorsque le train est en transit entre des gares, le système affiche la publicité (vidéo et sous forme de téléscripteur), le contenu vidéo récréatif et l'heure locale.

### Générations
Le réseau compte plusieurs générations de matériel roulant, toujours en service :
- Type E, E-zh, Em-501 et Ema-502 : ces rames sont utilisés uniquement sur la ligne 1.
- 81-717/714 : série utilisée sur toutes les lignes.
- 81-7021/7022 : uniquement en service sur la ligne 3.

### Matériel roulant de type D
Les premières voitures du métro de Kiev étaient des voitures de type D, fabriquées de 1955 à 1963 à l'usine de construction mécanique de Mytishchi (MMZ), près de Moscou. Les voitures étaient entièrement métalliques, toutes les voitures étaient motorisées. Le parc de voitures comptait à l'ouverture 24 unités et, depuis 1963, 39 unités. En 1969, les 39 unités ont été transférés au métro de Leningrad. En échange, le métro de Kiev a reçu 39 voitures de type E. Plus aucun de ces trains n'est actuellement en service.

### Matériel roulant de type E, E-zh et Ema
Les voitures de type E ont été fabriquées de 1963 à 1969 à l'usine d'ingénierie de Mytishchi. Aujourd'hui, les voitures de ce type ne circulent plus qu'à Kiev et étaient auparavant utilisées à Moscou, Saint-Pétersbourg, Bakou et Tbilissi. Les 10 premières voitures de type E arrivent à Kiev en 1964 et sont exploitées simultanément avec des voitures de type D. Afin d'unifier le matériel roulant, il a été décidé de transférer les voitures D à Léningrad et de faire venir à Kiev des voitures de type E. Les voitures de type E pesaient moins en raison de la carrosserie en alliage d'aluminium, ce qui a également permis d'augmenter la vitesse à 90 km/h (contre 75 km/h pour les voitures D). Au début des années 2000, toutes les voitures de type E ont été reconstruites, ce qui a permis d’augmenter la capacité de la voiture. Aujourd'hui, les voitures de type E fonctionnent exclusivement en tant que véhicules intermédiaires.
À la fin de 1969, la production de voitures de type E a été arrêtée et remplacée par de nouvelles voitures de type E-zh, qui prennent leur service en 1970. Pendant un certain temps, des voitures de type Ezh-3, fabriquées depuis 1973, sont également exploitées à Kiev. Les voitures étaient exploitées sur la ligne rouge et la première partie de la ligne bleue jusqu’en 1979, les 36 véhicules ont été transférés à Kharkiv. En outre, 60 véhicules de type Em sont arrivés à Kiev à partir de 1972.

### Matériel roulant de type 81-717 / 714, 81-717.5 / 717.5 et 81-717.5M / 714.5M
La base de la flotte de matériel roulant du métro de Kiev est composée de wagons du type 81-717 / 714. Ils ont été développés au milieu des années 1970 par l'usine d'ingénierie de Mytishchi, dont la production a commencé en 1977-1978 dans la même usine, et à partir de 1980 à Leningrad, à l'usine de Yegorov. Les corps sont en alliages d'aluminium, les voitures sont équipées de moteurs plus puissants. L'intérieur de la voiture est presque identique aux voitures Ema et E-zh des dernières versions. Une partie des véhicules exploités à Kiev est une modification légèrement améliorée des véhicules du type 81-717 / 81-714, produits depuis 1987 (717.5 / 714.5) et depuis 1993 (717.5M / 714.5M). L'ensemble de ces véhicules sont utilisés sur toutes les lignes du réseau.
Les premiers véhicules de ce type sont arrivés à Kiev en 1980 sous l’extension de la ligne bleue à Obolon. Ce sont les véhicules de ce nouveau type qui ont débuté le service sur le nouveau tronçon. En 1988, les premières voitures du type 81-717.5 / 714.5 sont arrivées à Kiev. En 1994, des véhicules de type 717.5M / 714.5M sont arrivés à Kiev. En décembre 2005, plusieurs trains fabriqués par le CJSC Vagonmash sont arrivés à Kiev.

### Matériel roulant de type 81-540.2K et 81-540.3K
Depuis 1997, l'usine Vagonmash de Saint-Pétersbourg (l'ancienne usine d'ingénierie de Yegorov Leningrad) produit des véhicules de type 81-540 avec diverses modifications. De par leur conception, les véhicules sont similaires à 81-717,5M / 714,5M. Ils sont utilisés sur les lignes bleue et verte à partir de 2006.

### Matériel roulant de type «Slavutich» 81-553.1 / 81-554.1 / 81-555.1
Immédiatement après l'indépendance, la question de la création de matériel roulant national pour le métro s'est posée en Ukraine. La première tentative a eu lieu en 2000, lors de la création du train Slavutich. Les véhicules du type 81-553.1 / 81-554.1 / 51.555.1 Slavutich sont arrivés à Kiev au printemps 2001 et sont en service depuis 2002 sur la ligne bleue. La production de la voiture a été réalisée par CJSC Vagonmash (Saint-Pétersbourg), Skoda (République Tchèque) et KP Kiev Metro. Ce train est équipé de moteurs de traction asynchrones et les ordinateurs de bord installés dans chaque voiture sont responsables de la performance du train. Les portes automatiques ont un entraînement électrique. Le seul train est constitué de cinq véhicules, soit deux véhicules motrices (type 81-553.1), deux motrices intermédiaires (type 81-554.1) et d'une remorque (type 81-555.1). Les dispositifs de couplage non-standards ne permettent pas de remplacer l’un des véhicules Slavutich par un autre type de véhicule. Le projet Slavutich échoua et le métro de Kiev continua à acheter des voitures de métro de fabrication russe.

### Matériel roulant type 81-7021 / 7022

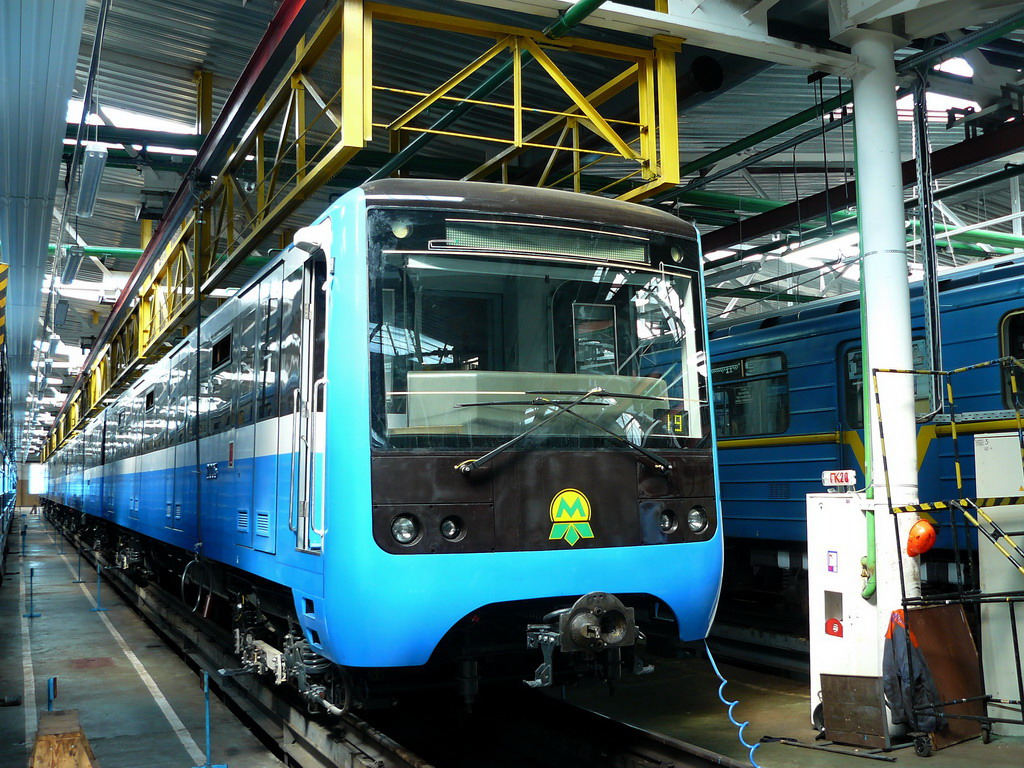
Véhicules du 81-7021.

En 2003, à l’usine de construction Kryukovsky dans la ville de Krementchouk, les travaux de conception ont commencé pour la création du premier train de métro ukrainien. Le 24 août 2005, jour de l’indépendance, le jour de l’ouverture de la station de métro Boryspilskaïa, les deux premiers véhicules ont été présentés au public. Le 26 janvier 2006, le train de cinq voitures a été testé et les essais se sont poursuivis au dépôt d’Obolon. Le 20 janvier 2009, l'exploitation régulière du train avec des passagers débute sur la ligne verte. En 2010, la production en série de voitures de ce type a commencé. Ces voitures se sont toutefois révélées très bruyantes.

### Modernisation des véhicules existants
La grande majorité des voitures de la ligne verte sont les vieux « E » et « E-zh », dépassées depuis longtemps, et certaines d'entre elles atteignent déjà 50 ans. Au lieu d’un renouvellement du matériel roulant avec l’achat de véhicules neufs, il a été décidé de moderniser en profondeur les véhicules existants. Les discussions sur la modernisation des véhicules E ont débuté en 2011. Le coût du projet est en partie financé avec l’argent des investissements verts que l’Ukraine a reçu en vertu du Protocole de Kyoto. En 2012, l'appel d'offres pour une modernisation complète a été remporté par KVSZ et un contrat a été passé avec la société en juillet 2012. Le projet est réalisé en collaboration avec la société japonaise Itochu et des constructeurs tels que Mitsubishi Electric, Knorr-Bremse, Fuji et Schaltbau pour la fourniture de divers équipements. Après modernisation, la durée de vie des anciens E et E-zh sera prolongée de 20 ans. Les trois premières voitures de ce type ont été présentées le 3 novembre 2013 lors de l'inauguration de la gare de Teremki. Au total, il est prévu de moderniser 95 voitures des années 1960 et 1970.

### Commandes de matériel roulant de type 81-717 / 714
En octobre 2007, le métro commande 25 véhicules séries 81-717 et 81-714  à l'entreprise russe Metrowagonmash, filiale de Transmashholding, avec une livraison dès l'année suivante. En 2013, le réseau commande huit rames à cinq caisses, séries 81-717.5М et 81-714.5М à Metrovagonmash, avec livraison dès la fin de la même année. Les difficultés financières freinent toutefois l'achat subséquent de matériel roulant.

## Exploitation et fréquentation
Le métro de Kiev fonctionne de 6 h 0 jusqu'à minuit. Les premiers trains partent à 5 h 50 du terminus de la ligne, et les derniers trains relient le centre-ville jusqu'à 0 h 20. La fréquence des trains dépend de la ligne. Aux heures de pointe les rames se suivent à intervalle de 50 à 60 secondes, aux heures « creuses » de 3 à 7 minutes peuvent séparer les rames (en particulier sur la ligne verte). Le soir (après 21 h 0), l'écart est de 9 à 18 minutes.
Le métro de Kiev a transporté près de 500 millions de passagers en 2017.

## Projets

Plan du projet en 2005.

Le plan de développement du métro de Kiev récemment adopté prévoit de doubler le nombre de stations de métro durant les 15 années à venir. Ce plan inclut la construction de 21 stations sur les lignes existantes et de 22 stations sur deux nouvelles lignes,.
Le projet d'une quatrième ligne fait l'objet d'appel à investissement depuis au moins 2012. Un accord d'assistance a été signé en mai 2017 par la direction du métro avec un consortium chinois pour la construction de la quatrième ligne,.
| Ligne | Parcours                                 | Mise en service | Longueur en km | Nombre de stations |
| ----- | ---------------------------------------- | --------------- | -------------- | ------------------ |
|       | Bratyslavska ↔ Kiltseva Doroha           | après 2022      | +20,           | 15                 |
|       | Vulytsia Myloslavska ↔ Osokorky-Pivdenni | planifiée       | +5,            | 17                 |

En décembre 2016, le conseil municipal de Kiev annonce la construction de la ligne Podilsko-Vygurovsky et envisage l'achat de 709 trains neufs d'ici 2025 dont 276 remplaceront les trains les plus anciens et 62 autres pour augmenter la capacité de la ligne verte.
Maintenant la ligne de Obolonsko-Teremkivska au sud-ouest continue sur 2,2 kilomètres dans la zone résidentielle de Teremky avec deux branches et un dépôt.
Une prolongation de la ligne de Syrets'ko-Pechers'ka vers une station de plus du sud-est Tchervoniy Khutir et également un dépôt du même nom devrait être ouvert en 2008. Après  la ligne Chervony Khutir tournera vers le nord-ouest et atteindra la station Darnyts'kyi vokzal ou nouvelle gare sera construite à cet endroit et continuera à Brovars'kyi Prospekt, où le grand nœud de transfert de métro sur la rive gauche sera organisé. L'autre extension de cette ligne vers le nord-ouest atteindra Mostyts'ka et Vynogradar avec un dépôt de plus pour cette ligne.
Depuis 2004, un nouveau pont à deux niveaux de Podil's'kyi d'autoroute-métro est construit au-dessus du fleuve Dnipro pour relier la gare centrale (Vokzal'na) aux zones résidentielles sur le nord de la rive gauche de Kiev. Cette ligne à l'aide de ce pont, Podil's'ko-Voskresens'ka, croisera toutes les lignes existantes (la ligne 1 Vokzal'naya, la ligne 3 Lukyanivs'ka, la ligne 2 Tarasa Shevchenka). Sur la rive gauche du Dnipro une branche vers Troeschyna, le long du couloir employé maintenant par le tram rapide no 2 peut être prise par cette ligne jusqu'à la construction de la ligne sud de Livoberezhna à la station de Brovars'kyi Prospekt.